# Amblygonocarpus
Amblygonocarpus jr monotipski biljni rod iz porodice mahunarki, danas čini dio tribusa Mimoseae, potporodica sapanovki. Jedina vrsta je A. andongensis, drvo iz tropske i južne Afrike.
Naraste od 6 do 25 metara visine.

## Sinonimi
- Amblygonocarpus obtusangulus (Welw. ex Oliv.) Harms
- Amblygonocarpus schweinfurthii Harms
- Tetrapleura andongensis Welw. ex Oliv.
- Tetrapleura obtusangula Welw. ex Oliv.